# NGC 1058
NGC 1058 je spirální galaxie v souhvězdí Persea. Její zdánlivá jasnost je 11,2m a úhlová velikost 2,5′ × 2,5′.  Průměr má 20 000 světelných let. Galaxie je vzdálená 28 milionů světelných let, je členem skupiny galaxií NGC 1023, která náleží k místní skupině galaxií. Objekt objevil 17. ledna 1787 William Herschel.
V této galaxii byly pozorovány supernovy SN 1961V typu IIP a SN 1969L typu IIP. 